# 7621 Sweelinck
A 7621 Sweelinck (ideiglenes jelöléssel 4127 P-L) a Naprendszer kisbolygóövében található aszteroida. Cornelis Johannes van Houten,  Ingrid van Houten-Groeneveld és Tom Gehrels fedezte fel 1960. szeptember 24-én.